# Rose und Ottilie Sutro

Rose und Ottilie Sutro, auf einer Werbeanzeige von 1917.

Rose Sutro (15. September 1870 – 11. Januar 1957) und Ottilie Sutro (4. Januar 1872 – 12. September 1970) waren zwei in den USA geborene Schwestern, die sich als eines der frühesten etablierten Klavier-Duos einen Namen machten. Das allererste Klavier-Duo waren sie jedoch nicht, weil die deutsch-ungarischen Brüder Willi und Louis Thern ihnen um fast 30 Jahre zuvorkamen. Die Sutro-Schwestern gelten ebenfalls als notorische Trickbetrügerinnen, da sie wiederholt den deutschen Komponisten Max Bruch anschwindelten, indem sie aus seinem arglosen Charakter Kapital schlugen – zuerst, als sie am Originalmanuskript seines Konzerts für zwei Klaviere und Orchester in as-moll op. 88a ohne seine urheberrechtliche Erlaubnis Veränderungen vornahmen und das Werk in dieser nicht genehmigten Form veröffentlichten, sowie zweitens, als sie das Autograph seines 1. Violinkonzerts unterschlugen, abredewidrig behielten und es erst im Jahre 1949 verkauften (an den New Yorker Händler Walter Schatzki., aber für Rechnung von Mary Flagler Cary).

## Biographie
Rose Laura Sutro und Ottilie Sutro wurden beide in Baltimore geboren. Ihre Eltern waren Otto Sutro (ein aus Deutschland gebürtiger jüdischer Organist, Komponist, Musikverleger und Dirigent der von ihm 1882 gegründeten Oratorio Society of Baltimore) sowie Arianna geb. Handy (Pianistin, Sängerin und Tochter des ehemaligen Richters am Obersten Gerichtshof -Supreme Court- von Mississippi Alexander Hamilton Handy). Ihr Onkel war Adolph Sutro, Bürgermeister von San Francisco und Gründer der Sutro Baths.
Nach erstem Klavierunterricht bei ihrer Mutter studierten sie in Berlin an der Preußischen Akademie der Künste unter Karl Heinrich Barth, und debütierten in London im Juli 1894. Ihr erster Auftritt in den USA fand statt bei der Seidl Society in Brooklyn, New York am 13. November desselben Jahres in einem Bach-Konzert.
Ottilie verletzte sich 1904 an der Hand, weshalb sie bis zum Jahr 1910 nicht konzertieren konnte. In der freien Zeit bearbeitete sie Frédéric Chopins Nocturne op. 9 Nr. 2 in Es-Dur für zwei Klaviere. Dieses Arrangement wurde auf Tonträger eingespielt von dem englischen Pianisten Anthony Goldstone und seiner Ehefrau Caroline Clemmow.   Ottilie bearbeitete ferner Edward MacDowells Dirge, und, zusammen mit William Henry Humiston, MacDowell's Love Song, op. 48 Nr. 2.
Für das Reproduktionsklavier (Klavierrolle) der Marke Duo-Art nahmen die Sutro-Schwestern das "Entrée de fête" von Charles Gounods Suite concertante auf sowie Dvořáks Slawischen Tanz Nr. 1 in C-Dur.
Rose starb in Baltimore 1957 im Alter von 86, und Ottilie 1970 mit 98 Jahren.

## Die Sutro-Schwestern und Max Bruch
Max Bruch war so angetan von Rose und Ottilies Interpretation seiner Fantasie in d-moll für 2 Klaviere op. 11 im Jahre 1911, dass er sich dazu bereit erklärte, für sie ein Konzert zu schreiben. So komponierte er 1912 das Konzert für zwei Klaviere und Orchester in as-moll op. 88a, welches eine Umarbeitung der Musik war, die er für eine geplante Suite für Orgel und Orchester geschrieben hatte. Bruch räumte den Sutro-Schwestern für das Konzert das alleinige Aufführungsrecht ein. Indessen schrieben sie ohne Bruchs Erlaubnis das Werk um, damit es ihren pianistischen Fähigkeiten entspräche, änderten die Orchestrierung, sicherten ihrer Fassung das Copyright und hinterlegten sie 1916 bei der Library of Congress. Mit ihrer Beteiligung wurde diese Fassung vom Philadelphia Orchestra unter Leopold Stokowski am 29. Dezember 1916 erstmals aufgeführt.  1917 spielten sie eine nochmals revidierte Fassung des Werks, die statt vier nur noch drei Sätze umfasste, mit den New Yorker Philharmonikern unter Josef Stránský. Bruch selbst dirigierte eine private Probe des Werks mit den Sutro-Schwestern in Berlin, gab aber seine Erlaubnis betreffs öffentlicher Aufführungen lediglich für das Gebiet der USA (aus den Quellangaben geht nicht hervor, welche Fassung dies war; anscheinend wusste er, dass die Sutro-Schwestern Veränderungen vorgenommen hatten, aber in welchem Umfang, ist nicht bekannt).
Die Sutro-Schwestern zogen das Konzert nach dem zweiten Auftritt zurück und spielten es von da an nie wieder; Bruchs Originalfassung spielten sie überhaupt nicht.  Aber sie revidierten auch in der Folgezeit ihre eigene Fassung, was sich auf insgesamt Tausende Änderungen belief, davon die letzte durch Ottilie erst 1961 (Rose war 1957 verstorben).  Ottilie starb im September 1970 im Alter von 98 Jahren, nur drei Tage vor Roses 100. Geburtstag.  Einige von ihren mannigfachen Manuskripten und Zeitungsausschnitten wurden im Januar 1971 versteigert. Der Pianist Nathan Twining erwarb für 11 US-Dollar eine Schachtel mit Papierwaren ungeklärter Herkunft, und es erwies sich, dass sie die autographe Partitur von Rose and Ottilies Fassung des Bruch'schen Konzerts op. 88a, ein für Twining noch unbekanntes Werk, enthielt. Die Orchesterstimmen zur Originalfassung wurden auf derselben Auktion von anderen Käufern ersteigert, doch Twining gelang es, sie aufzuspüren und die Stimmen von ihnen zurückzukaufen. Sodann rekonstruierte er gemeinsam mit dem US-amerikanischen Pianisten Martin Berkofsky (1943–2013) Bruchs Originalfassung, woraufhin diese erstmals im November 1973 von ihnen auf Tonträger aufgenommen wurde, zusammen mit dem London Symphony Orchestra unter Antal Doráti.
Darüber hinaus waren Rose und Ottilie Sutro schwer verstrickt in das Schicksal des Manuskripts von Bruchs bekanntestem Werk, seinem 1. Violinkonzert.  Bruch hatte die Partitur freiheraus für einen geringen Einmalbetrag (250 Taler) an den Verleger August Cranz verkauft – aber er behielt für sich eine eigene Abschrift. Am Ende des Ersten Weltkriegs (1918/19) war Bruch mittellos geworden, da er infolge chaotischer weltweiter wirtschaftlicher Verhältnisse außerstande gewesen war, die Auszahlung von Tantiemen für seine anderen Werke einzutreiben. Also versandte er im April 1920 das Autograph an die beiden Sutro-Schwestern, damit sie es in den USA verkaufen und danach ihm den Erlös schicken würden. Indessen starb Bruch im Oktober 1920, ohne zuvor auch nur einen Pfennig vom Erlös von den Sutro-Schwestern erhalten zu haben. Nachdem diese beschlossen hatten, die Partitur zu unterschlagen, behaupteten sie, dass sie sie verkauft hätten, und sandten Bruchs Familie ein paar wertlose deutsche Papiergeldscheine als die angeblichen Erlöse des vermeintlichen Verkaufs. Sie verweigerten beharrlich, sich über Einzelheiten ihres „Abkäufers“ auszulassen. Im Jahr 1949 verkauften sie schließlich das Autograph an die Ölmagnatin Mary Flagler Cary (1901–1967), deren Sammlung, einschließlich des Bruch-Violinkonzerts, sich heutzutage in der Morgan Library & Museum in New York befindet.